# Raymond Buckland
Raymondo Buckland (31 de agosto de 1934 - 27 de septiembre de 2017) fue un reconocido miembro de la religión Wicca a nivel mundial. Fue la primera persona en extender la religión Wicca a Estados Unidos. En 1963, Buckland tuvo su primera y única reunión con Gerald Gardner y fue iniciado en la Wicca gardneriana, la cual introdujo en Estados Unidos en 1964. Aunque comenzó en la Wicca gardneriana, más tarde fundó su propia tradición llamada Seax Wica. Buckland fue orador en muchos eventos multiculturales y neopaganos incluyendo el Starwood Festival en 1981.

## Biografía
Raymond Buckland nació el 31 de agosto de 1934 en Londres, Reino Unido. Fue criado en la Iglesia anglicana, pero desarrolló un interés por el espiritualismo y el ocultismo a la edad de doce años. Fue educado en el King's College en Londres y más tarde en el Brantridge Forest College en Sussex. Poseía un doctorado en antropología de Brantridge. De 1957 a 1969 sirvió en la Fuerza Aérea Real. Buckland y su esposa Rosemary inmigraron a Estados Unidos en 1962 y se mudaron a Long Island, Nueva York.
Buckland fue la primera persona en Estados Unidos en admitir abiertamente ser practicante de Wicca, Buckland es conocido como el padre de la Wicca en Estados Unidos. En 1963, Buckland tuvo su primera y única reunión con Gerald Gardner y fue iniciado en la Wicca Gardneriana la cual introdujo a Estados Unidos en 1964. Aunque comenzó apoyando la Wicca gardneriana, más tarde formó su propia tradición llamada Seax-Wica. Raymond Buckland apareció como orador en muchos eventos multiculturales y neopaganos incluyendo el primer "Starwood Festival" en 1981.
Su salud comenzó a fallar en 2015, año en que enfermó de neumonía y sufrió un ataque cardíaco, males de los que no se recuperó hasta su fallecimiento el 27 de septiembre de 2017.